# Carlo Claudio Camillo Guarmani
Carlo Claudio Camillo Guarmani (Livorno, 11 novembre 1828 – Genova, 23 ottobre 1884) è stato un viaggiatore italiano.
Grande esperto di cavalli, grazie alla sua esperienza acquisita nel percorrere i Paesi arabi e al fatto che parlava bene la lingua araba, fu incaricato nel settembre del 1863 dal generale Fleury, aiutante di campo di Napoleone III e direttore generale degli Allevamenti Equini Imperiali, e poco dopo da Vittorio Emanuele II di procacciare destrieri purosangue arabi per le cavallerie dei rispettivi eserciti. 
A tal fine si recò in varie parti del mondo arabo e, in particolare, nel Najd, dopo aver toccato altre località della Penisola arabica, fra cui Taymāʾ e Ḥāʾil, che egli descrisse nel libro Itinéraire de Jérusalem au Neged septentrional del 1865 (versione inglese Northern Najd. A Journey from Jerusalem to Anaiza in Qasim, 1938).
Guarmani fu autore anche di altre pubblicazioni, fra cui forse il più noto fu El Kamsa: il cavallo arabo puro sangue: studio di 16 anni in Siria, Palestina, Egitto e nei deserti dell'Arabia (versione inglese The Pure-Bred Arabian Horse, edited with a new Introduction by Angelo Pesce, translated from the Italian by Philip Ward, Immel Publishing, Gedda, Arabia Saudita).